# Maegan Conwright
Maegan Conwright (ur. 4 czerwca 1992 w Arlington) – amerykańska koszykarka występująca na pozycjach rozgrywającej lub rzucającej, obecnie zawodniczka PEAC-Pecs.
6 lipca 2018 została zawodniczką Sunreef Yachts Politechniki Gdańskiej.

## Osiągnięcia
Stan na 2 października 2019, na podstawie, o ile nie zaznaczono inaczej.
NCAA
- Uczestniczka rozgrywek Elite 8 turnieju NCAA (2012, 2013, 2015)
- Mistrzyni sezonu regularnego konferencji Southeastern (SEC – 2012)
- Wicemistrzyni:
  - sezonu regularnego konferencji:
    - SEC (2011, 2013)
    - Atlantic Coast (ACC – 2015)

  - turnieju konferencji:
    - SEC (2011, 2013)
    - ACC (2015)
- Laureatka Matthew Schmauch Leadership Award
- Zaliczona do I składu turnieju Cancun Challenge

Indywidualne
(* – nagrody przyznane przez portal eurobasket.com)
- Zaliczona do*:
  - I składu zawodniczek zagranicznych ligi niemieckiej (2017)
  - II składu ligi niemieckiej (2017)
- MVP kolejki niemieckiej ligi DBBL (18 - 2016/2017)
- Liderka strzelczyń ligi niemieckiej (2017)